# 白石城
白石城（日语：／）是江戶時代所建築，位於現今宮城縣白石市的一座古城。別名益岡城（日语：／）。
1997年 - 3月三階櫓（天守）・大手門以及二之門・土塀復元. 
白石城是仙台藩伊達氏政宗的支城，也是片倉氏的世代居所。它存續到明治維新時代，明治天皇結束江戶幕府之統治後，明治天皇下廢城令使得城堡被遺棄。天守閣成為一塊空地連石桓都拆去。城的天守是以三階櫓來取代，現在的三階櫓跟本丸的一部分是在1995年用木造復元並成為現在的公園。